# The Lynch That Stole Riffness!
The Lynch That Stole Riffness! è un EP del chitarrista statunitense George Lynch, pubblicato nel dicembre del 2002.
Il titolo è un gioco di parole tra il cognome del chitarrista e la fiaba How the Grinch Stole Christmas!.

## Tracce
1. Blue Sky – 3:48
2. Shinedown – 5:15
3. Static Reaction – 5:13

## Formazione
- George Lynch – chitarra
- John Will – voce
- Gabe Rozales, Tracy Arrington – basso
- Chaz Stumbo – batteria